# Arseni Nesterov
Pour les articles homonymes, voir Nesterov.
Arseni Nestevov (en russe : Арсений Нестеров), est un joueur d'échecs russe né  le 20 janvier 2003, grand maître international depuis 2020.
Au 1er mai 2022, il est le 18e junior mondial (moins de 20 ans) avec un classement Elo de 2 569 points.

## Biographie et carrière
À 16 ans, Nesterov finit troisième ex æquo (cinquième au départage) du Mémorial Alekhine 2019 à Voronej avec 6,5 points sur 9, après avoir mené seul le tournoi avant la dernière ronde. En janvier 2020, il finit premier ex æquo (deuxième au départage) de la Rilton Cup 2019-2020 avec 7 points sur 9. En février 2021, il finit premier ex æquo de l'Open A de Moscou avec 7 points sur 9 (sixième au départage).
En avril 2022, il finit vingtième du Championnat d'Europe d'échecs individuel 2022 en Slovénie avec 7,5 points sur 11. Ce résultat le qualifie pour la Coupe du monde d'échecs qui aura lieu en 2023.